# 후왕
후왕(厚王, 재위: 기원전 58년 ~ 7년)은 신라 초기 탐라국의 국왕이다.
부족국가였던 탐라국을 중앙집권체제로 이끌었다.
고을나의 15대 후손으로 동생 고청(高淸)과 신라의 탐진(耽津)에 이르렀다.